# Sturzeni
Sturzeni è un comune della Moldavia situato nel distretto di Rîșcani di 1.526 abitanti al censimento del 2004